# Character.ai
Character.AI (також відомий як c.ai та Character AI) — це вебзастосунок чат-бота зі штучним інтелектом, який може генерувати текстові відповіді та брати участь у розмові. Бета-версія, створена попередніми розробниками Google LaMDA, Ноамом Шазіром і Даніелем Де Фрейтасом, стала доступною для використання у вересні 2022 року. Повна версія з'явилась у 2024 році з новим дизайном та інтерфейсом, анімаціями тощо. Зараз стара (бета) версія сайту ще доступна і відома як old.character.ai.
Головною особливістю Character.AI є можливість створювати AI-персонажів, створювати свої особистості (або персони), встановлювати та налаштовувати конкретні параметри, а потім публікувати їх у спільноті, щоб інші могли спілкуватися з ними. Багато персонажів можуть бути засновані на вигаданих медіаджерелах або знаменитостях, тоді як інші є повністю оригінальними, деякі створені з певними цілями, наприклад, допомагати у творчості або вести текстову рольову гру. Користувачі можуть спілкуватися з одним персонажем або організовувати групові чати, у яких кілька персонажів спілкуються один з одним та/або користувачем одночасно.
Раніше застосунок був доступний лише через вебсайт, але 23 травня 2023 року було випущено мобільний застосунок як для Apple App Store, так і для Google Play Store, і протягом першого тижня кількість завантажень перевищила 1,7 мільйона.
У травні 2023 року застосунок було офіційно монетизовано, з'явилася преміум-підписка вартістю 9,99 долара США на місяць, відома як c.ai+, яка надає користувачеві такі переваги, як пріоритетний доступ до чату, швидший час відповіді та ранній доступ до нових функцій.

## Принцип роботи
Коли персонаж надсилає відповідь, користувачі можуть оцінити її від 1 до 4 зірок. Крім того, користувачі можуть вказати причини, чому вибрано певну кількість зірок, натиснувши одну з 4-6 кнопок. Оцінювання переважно впливає на конкретний характер, але також впливає на поведінковий вибір у цілому. Користувач також може натиснути стрілку вправо, щоб штучний інтелект згенерував нову відповідь, а потім переглянути згенеровані повідомлення, натиснувши стрілку вліво.
Програмне забезпечення, створене на основі вдосконаленого глибокого навчання та розширених мовних моделей, наразі перебуває в бета-версії та постійно вдосконалюється. 5 листопада 2022 року пам'ять для розмов було збільшено вдвічі порівняно з попередньою ємністю, щоб штучний інтелект міг «запам'ятовувати» повідомлення з більшої глибини.
«Особистості» персонажів визначаються за допомогою описів з точки зору персонажа та його вітального повідомлення, а потім формуються з розмов, проведених у вигляді прикладів, надаючи повідомленням зірочки та модифікуючи їх відповідно до точної поведінки та ідентичності, які бажає користувач.
Користувачі можуть почати створювати своїх ботів, увійшовши у швидкий або розширений режим створення персонажа. У розширеному режимі користувачі можуть вводити короткі та довгі описи, а також «визначення» або приклади розмов, які дають штучному інтелекту краще зрозуміти поведінку персонажа. Для недосвідчених користувачів на вебсайті можна знайти офіційний посібник — Книгу персонажів.
На вебсайті зазначено, що «порнографічний вміст суперечить нашим умовам обслуговування та не підтримуватиметься в майбутньому». Це твердження зустріло негативну реакцію з боку його користувачів.